# خان‌بابا طباطبائی نائینی
خان بابا طباطبائی نائینی معروف به معصوم خانی از سیاستمداران ایرانی بود، که در دوره‌های  نهم،  دهم،  یازدهم، دوازدهم و  سیزدهم بعنوان نماینده نائین در مجلس شورای ملی حضور داشت.